# Pont des Légions
Le pont des Légions ou pont de la Légion (en tchèque : Most Legií) est un pont traversant la Vltava à Prague, qui porte le nom des légions tchécoslovaques pendant la Première Guerre mondiale.

## Historique

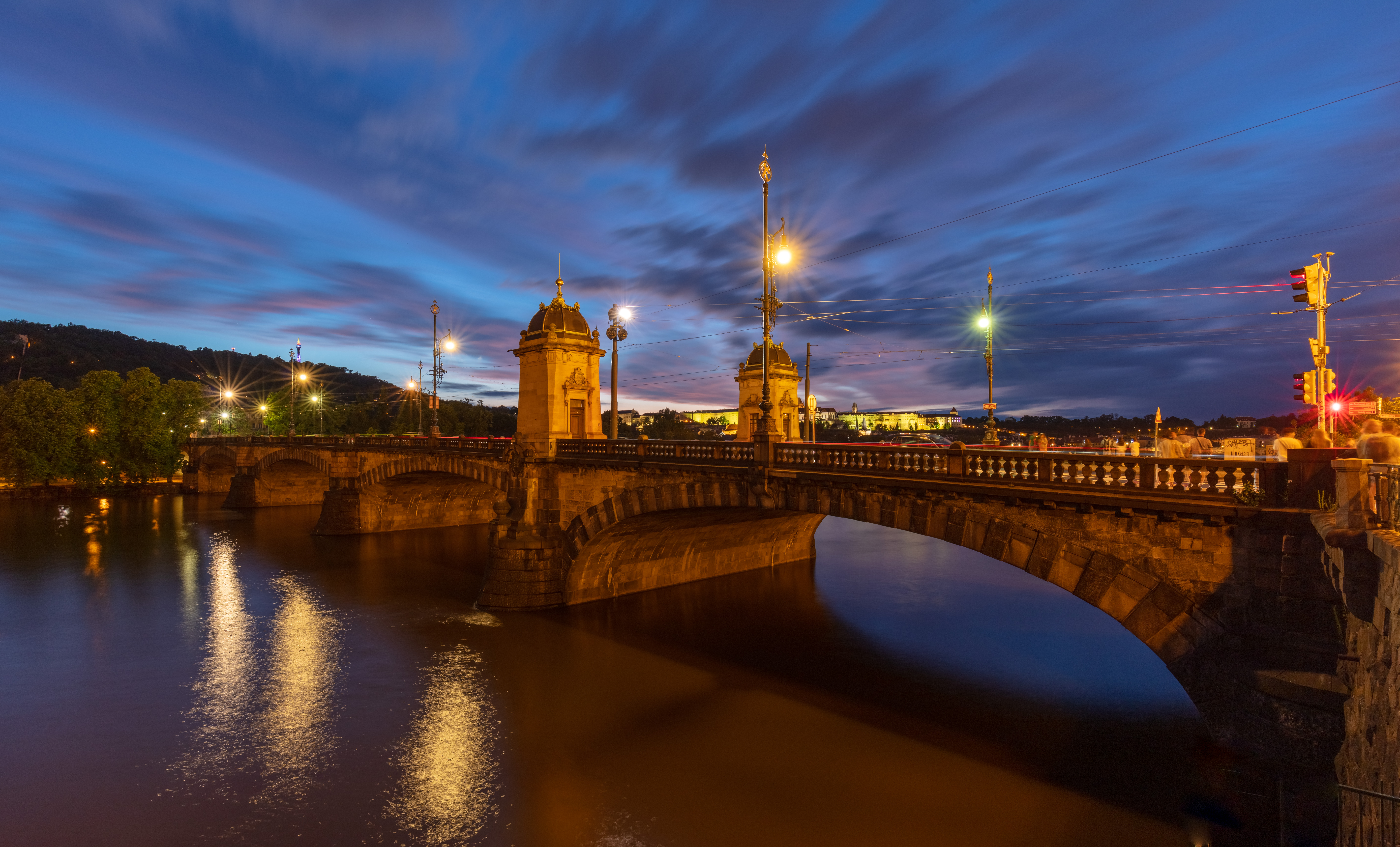
Le pont des Légions en soirée.

Le pont des chaînes d’origine a été construit entre 1839 et 1841 et a servi jusqu’en 1898. Le pont actuel a été construit de 1898 à 1901. Il y a toujours deux tourelles des deux côtés, qui servaient à percevoir les péages dans les premiers jours du pont. L’inauguration du pont a eu lieu le 14 juin 1901 en présence de l’empereur François-Joseph Ier.

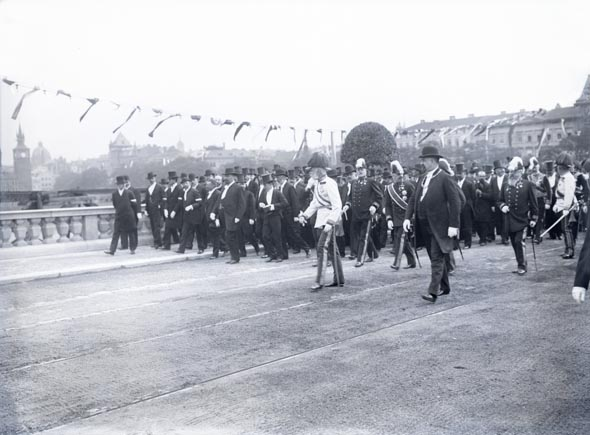
L'empereur François-Joseph 1er inaugurant le nouveau pont le 14 juin 1901.

## Changement de nom
- 1841-1919 : Pont de l’empereur François Ier (1768-1835)
- 1919-1940 : Pont de la Légion (en référence aux Légions tchécoslovaques)
- 1940-1945 : Pont de Smetana (Bedřich Smetana)
- 1945-1960 : Pont de la Légion
- 1960-1990 : Pont du 1er mai (selon la Journée internationale du travail)
- depuis 1990 : Pont de la Légion